# 우리가 잃어버릴 청춘
우리가 잃어버릴 청춘(致我们终将逝去的青春, So Young)은 중국에서 제작된 자오웨이 감독의 2013년 드라마, 멜로/로맨스 영화이다. 조우정 등이 주연으로 출연하였다.

## 출연

### 주연
- 조우정
- 한경
- 양자산
- 강소영

### 조연
- 류아슬